# Cliff Richard
Cliff Richard (Lucknow, Indija, 14. listopada 1940.), engleski pop pjevač.

## Životopis
Pravo ime - Harry Roger Webb. 
1940. godine u Indiji je rođena zvijezda pop glazbe šezdesetih Cliff Richard. Nakon što je potpisao ugovor s kompanijom "EMI", njegov debitantski singl "Move It" iz 1958. godine jedna je od malobrojnih velikih rock'n'roll snimaka u Britaniji. Izazvao je polemike seksualno provokativnim pokretima u TV emisiji Jacka Gooda "Oh Boy", a nakon toga preorijentirao se na obiteljskog zabavljača snimivši 1959. godine "Travelling Light", te 1963. godine film "Summer Holiday". Iako su mnogi izvođači slabo prolazili na top-listama za vladavine Beatlesa, Cliff i njegovi Shadowsi učvrstili su svoj uspjeh. Vrhunac njegove karijere bio je evangelistički skup na Wembleyu 1990. godine. Richard naizmjence odlazi na vjerske i svjetovne turneje. Ostao je neženja, vjerojatno zato što je oženjen za svoju karijeru.